# Geudertheim
 Geudertheim (en alsacià Gaiderte) és un municipi francès, situat a la regió del Gran Est, al departament del Baix Rin. L'any 1999 tenia 2.243 habitants.
Forma part del cantó de Brumath, del districte de Haguenau-Wissembourg i de la Comunitat de comunes de la Basse-Zorn.

## Demografia
| 1962  | 1968  | 1975  | 1982  | 1990  | 1999  |
| ----- | ----- | ----- | ----- | ----- | ----- |
| 1.289 | 1.450 | 1.600 | 1.755 | 2.010 | 2.243 |

## Administració
| Període   | Identitat      | Partit |
| --------- | -------------- | ------ |
| 1989-2008 | Erwin Fessmann |        |
| 2008-     | Pierre Gross   |        |